# Пулмология
Пулмологията  (или пневмология) е този раздел на медицината и медицинска специалност, който се занимава с изучаването, диагностиката и лечението на заболяванията на белите дробове и дихателните пътища (бронхи, трахея), виж за сравнение тук дихателна физиология, която е медицинската наука за белите дробове и дихателната система, тоест дихателната физиология се занимава с устройството на дихателната система за разлика от пулмологията, която се занимава с патологиите, свързани с функционирането на дихателната система. 
Друг дял на медицината, който е близък до пулмологията е респираторната медицина, макар на пръв поглед да изглежда, че това са една и съща област или специалност, респираторната медицина е медицината, която обхваща дихателната физиология и анатомия, както и пулмологията, тоест това е специалността, която е по-обхватна и е предназначена за напреднали специалисти и изследователи с опит в пулмологията.
В някои случаи пулмологията се смята и за подраздел на вътрешните болести, макар че специалистите лекари в пулмологията са концентрирани в работата в областта на лечение на заболяванията на бялия дроб и дихателната система. 
Дихателната система, която се състои от: фаринкс (гърло), ларинкс (гръклян), трахея (дихателна тръба) и бели дробове, като трахеята се разделя към два главни бронха, по които достига въздух до белите дробове, където кислородът става част от кръвта, може да търпи различни анатомични или функционални патологични изменения, които се изследват от медицината с цел тяхното лечение. 
Детайлно и дори смятано за ценно за развитието на медицината описание на изменението на формата и функционалността на белите дробове при контузии на гръдния кош дава още Н. И. Пирогов.
Пневмология и пулмология е специалност, която се занимава с лечение и профилактика на заболяванията на дихателната система, в частност – белите дробове. Наблюдава се използването на терминът „фтизиатрия“ във връзка с патологиите, които се изучават от пулмологията, които медицински има неясен произход и прилича на бионаречие за непрофесионални биолози от 16 век, например. Употребата на този "термин" вероятно се дължи на неразбирането на разликата между медицинска физиология и медицинска специалност, която се занимава със заболяванията в определена област. В действителност класическата пулмология не познава този термин, който съдържа ароганти конотации към лекарите, изучавали физиология. 

## Бели дробове
Двата бели дроба са порести, розови органи, разположени в гръдния кош и защитени от ребрата. Под тях се намира плосък мускул, наречен диафрагма. Във всеки от тях навлиза въздушен път – бронх, който се разклонява на множество малки бронхи, които образуват много тънки въздушни пътища – бронхиоли. Всяка бронхиола завършва с алвеоли. Алвеолите са малки белодробни мехурчета. Чрез тях кислородът навлиза в кръвта, а въглеродният диоксид я напуска. В белите дробове има над 600 млн. алвеоли.

## Ларинкс
Ларинксът свързва гърлото с трахеята. Съставен е от части хрущял, една от която е триъгълна бучка отпред на шията (при мъжете) – адамова ябълка. Горната част е капаче, наречено епиглотис, което блокира входа към ларинкса при хранене. Гласните струни са двойка опънати мембрани в ларинкса. Когато са напълно или частично затворени, те вибрират и издават звуци, докато през тях минава въздух.